# Довольное
Дово́льное — село, административный центр Доволенского района Новосибирской области. Население — 6155 чел. (2021). Это пятый по населению сельский населённый пункт Новосибирской области (уступает только Криводановке и Венгерово).

## Этимология
По легенде, в 1703 году в Сибирь привели ссыльных крестьян, осуждённых за бунтарство. Одна из ночёвок прошла на берегу реки Баган неподалёку от озера, позднее получившего название Доволенского. Переселенцы обнаружили, что река богата рыбой, а в окрестностях расположены плодородные земли. Ссыльные решили основать деревню в данном месте, а на приказ сопровождающего их офицера двигаться дальше ответили: «Довольно, хватит. Лучшего места нам не найти!». На сходе было принято решение назвать новое поселение Довольное. Первым старостой села стал крестьянин по имени Силантий.

## География
Довольное расположено в Барабинской низменности на реке Баган, в 230 километрах к юго-западу от Новосибирска, в 95 километрах к югу от города Каргат, в котором расположена железнодорожная станция Транссибирской магистрали и рядом с которым проходит федеральная автомобильная дороги М-51 «Байкал».

## История
Село основано в 1703 году переселенцами из европейской части России, хотя эта дата ставилась под сомнение.
Первые дома в Довольном появились на левом берегу реки Баган. В начале своего существования Довольное испытало много трудностей: дважды происходили сильнейшие пожары, река затапливала деревню.
Изначально в Довольном было около 40 дворов с соломенными и земляными крышами и глиняными полами. Некоторые крестьяне проживали в землянках. Основными занятиями жителей стали сельское хозяйство, охота и рыбная ловля.
К 1850 году в Довольном было уже около 100 дворов и церковь, в 1877 году — 325 дворов. Основной приток населения происходил из Вологодской, Черниговской, Тамбовской и других губерний Европейской России. Новые поселенцы становились батраками у более зажиточных жителей села, нанимались к купцам в качестве работников.
Наиболее крупными экономическими объединениями до революции в Довольном были «Союз маслоделов» и «Кредитное товарищество». «Союз маслоделов», который возглавлял купец Булгаков, занимался поставками масла в сибирские города и экспортом масла в другие страны, в том числе в Англию. «Кредитное товарищество» занималось выдачей ссуд крестьянам на сельскохозяйственные нужды.
В 1919 году в разгар Гражданской войны в Довольном был сформирован партизанский отряд под руководством Николая Ивановича Перегоедова, который вёл борьбу с отрядами Колчака, а в декабре того же года был избран Доволенский волостной революционный комитет под руководством Г. С. Булгакова.
В 1920-е годы в рамках кампании по ликвидации безграмотности в селе открывается школа, появляются народные университеты, в которых преподавали знания по химии, физике, астрономии, почвоведению.
В 1930 году Довольное стало центром Доволенского района. К 1930 году в Довольном насчитывалось около 1000 дворов, основными занятиями жителей были скотоводство, полеводство и птицеводство. В 1929 году в Довольном была организована коммуна под руководством участника Гражданской войны Степанова, а на следующий год в селе появилось 7 колхозов: «Имени 1 Мая», «Имени Сталина», «Имени 18 партсъезда», «Чёрный дол», «Имени Буденного», «Красная роща», «5-е декабря».
С началом Великой Отечественной войны на фронт ушла почти половина трудоспособного населения села. Трудовой подвиг совершила шестнадцатилетняя Анна Шумейко, ставшая трактористкой. Несмотря на войну и сильную засуху, доволенцы перечислили для фронта 1,5 миллиона рублей на постройку авиаэскадрильи «За Родину» и 900 тысяч рублей в Фонд обороны. На войне погибло 695 жителей села.
После окончания войны село продолжало расти и в 1950-х годах его население превысило 4000 жителей. В 1957 году на базе Доволенской МТС был создан Центральный совхоз, директором которого стал Павлов А. С. В Довольном были построены новые школы, главный корпус больницы, а в 1973 году цирковой коллектив доволенского Дома культуры получил звание народного.

## Население
| 1959  | 1970  | 1979  | 1989  | 2002  | 2007  | 2010  |
| ----- | ----- | ----- | ----- | ----- | ----- | ----- |
| 5835  | ↗6694 | ↗7236 | ↗7865 | ↘7314 | ↗7556 | ↘6774 |
| 2021  |       |       |       |       |       |       |
| ↘6155 |       |       |       |       |       |       |

Введите название объекта АТД
В 2010 году по данным Всероссийской переписи населения в Довольном проживало 6774 жителя, из них 3105 мужчин (46 %), 3669 женщин (54 %).

## Транспорт
Село Довольное связано регулярным автобусным сообщением с городами Новосибирск (протяжённость пути — 312 километров) и Каргат (протяжённость пути — 107 километров).

## Экономика
- Частная фирма по переработке пуха
- Пивоварня
- Автотранспортное предприятие.
- Лесхоз[14][15].

## Спорт
В советские времена получили большую известность хоккеисты совхоза «Центральный», которые стали десятикратными призёрами среди сельских спортивных коллективов и трижды становились обладателями Кубка РСФСР.

## Туризм и отдых
В 4 километрах от села рядом с озером Доволенское расположен Доволенский санаторий, который является базовым санаторием Новосибирской области по профилактике и лечению заболеваний желудочно-кишечного тракта. Санаторий открыт в 1965 году, подвергся реконструкции в 1992—1993 годах.